# مفوضية سانتر
المفوضية الأوروبية هي مفوضية أوروبية منصبة بين 23 يناير 1995 إلى 15 مارس 1999. ترأس إدارتها جاك سانتر (رئيس وزراء لوكسمبورغ السابق).